# Kriva Reka (gmina Čajetina)
Kriva Reka (cyr. Крива Река) – wieś w Serbii, w okręgu zlatiborskim, w gminie Čajetina. W 2011 roku liczyła 1157 mieszkańców.